# Патерналізм
Патерналі́зм (від лат. pater — батько) — система взаємовідносин, при якій право прийняття важливих рішень для забезпечення загального блага делегується більш авторитетним, старшим та досвідченим людям. Так, наприклад, патерналізмом називають таку модель взаємодії влади з народом: Влада бере на себе відповідальність за загальний добробут народу. Вона самостійно приймає рішення (видає закони), які, на її думку, повинні принести загальне благо. Натомість в обмін на це «благо», народ відмовляється від деякої частини своїх прав та свобод, переходячи у статус підопічних (платить податки, виконує закони, не втручається в управління). Але, важливо зазначити, що подібна практика взаємовідносин характерна в основному для авторитарних або диктаторських форм правління.
Патерналізм має також місце у міждержавних відносинах — наприклад, між колонією і метрополією. Існує також підвид патерналізму всередині фірм та корпорацій — ставлення керівництва до своїх найманих працівників. В економіці, ринкових відносинах патерналізм виявляється в «піклуванні» монополій або виробників про запити, потреби, смаки споживачів, покупців.
В просторіччі «патерналізмом» також часто називають дії або ставлення до людини, спрямовані проти її волі, у вигляді опіки, піклування з боку деякого «авторитету».

## Патерналізм і рабство
Концепція патерналізму функціонувала, як інструмент виправдання в епоху рабовласництва, і ця концепція сприяла збереженню інституту рабства. Пани, які були власниками рабів, вважали, що концепція патерналізму може виправдати їхні протиправні дії, такі, як торгівля рабами та покарання своїх рабів. Господарі вірили, що вони допомагають і рятують рабів від поганих умов; тому вони вважали себе батьками або рятівниками своїх рабів. Пани використовували поняття патерналізму, щоб показати, що їхня поведінка не є неправильною чи неетичною. Не тільки господарі, але й раби також використовували концепцію патерналізму для власної вигоди. Наприклад, раби вірили, що поневолення буде краще, ніж свобода. Раби вірили, що до них будуть ставитися краще, якщо вони будуватимуть добрі стосунки зі своїми господарями. Раби також вірили, що зможуть задовольнити основні людські потреби, такі як їжа, від своїх господарів. Таким чином, концепція патерналізму для рабів була інструментом, який дозволяв рабам відчувати себе більш комфортно і вільно.
Волтер Джонсон вводить поняття патерналізму в книзі "Душа за душею: життя на рабовласницькому ринку часів Античності", де зазначає: "Патерналізм на рабовласницькому ринку, таким чином, відтворював сюжети пропаганди та художньої літератури про рабство: добросердий раб на боці вмираючого господаря; раб, якому можна довірити самого себе; рятівне втручання рабовласника в життя нещасного раба" . Незважаючи на те, що раби могли отримувати вигоду від концепції патерналізму, отримуючи достатню кількість їжі та медичну допомогу, ця концепція ніколи не може виправдати інститут рабства. Деякі лібертаріанці вважають патерналізм, особливо нав'язаний державою, формою сучасного рабства.

## Патерналізм в політиці
Патерналізм виражається у слабкості і нерозвиненості структур громадянського суспільства та присутності «сильної» (авторитарної або диктаторської; тобто такої, яка спирається на апарат примусу, насильства) державної влади, яка узурпуючи багато суспільних функцій, обплутує суспільство і особистість сукупністю дріб'язкових норм, регламентацій і приписів. Політична свобода при такому режимі полягає в сліпому і безумовному виконанні державних законів, джерелом яких виступає сама держава.
Розгорнуту критику патерналізму в політиці дав уже Іммануїл Кант, протиставляючи патерналістській системі режим «вітчизняних» (цивільних) взаємовідносин держави і суспільства, при якому влада та індивід, держава і суспільство є рівними суб'єктами права. А народ має всю повноту суверенітету, виступаючи джерелом законодавства і права. На противагу патерналізму, демократична правова держава припускає його договірні відносини з громадянським суспільством. Простір політичної свободи при цьому полягає в дозволі «робити все, що не заборонено законодавством».

## Приклади
Найбільш типові прояви політичного патерналізму спостерігаються в країнах з авторитарними або тоталітарними режимами. В СРСР монопольно правляча партія КПРС «піклувалася про трудящих» та «виховувала трудящі маси», Сталін офіційно звався «батьком народів». Відповідно в комуністичному Китаї — «батьком» був Мао Цзедун.
Ленін в шкільному вихованні та в пропаганді виконував роль «дідуся», а держава (СРСР) завжди звалася не інакше як «Батьківщина-Мати» (рос. «Родина-Мать»).

## Виноски
1. ↑  Патерналізм – що це таке та що значить політика патерналізму. Termin.in.ua (укр.). 14 березня 2019. Процитовано 18 травня 2022.
2. ↑  Dworkin, Gerald (2020). Zalta, Edward N. (ред.). Paternalism. The Stanford Encyclopedia of Philosophy (вид. Fall 2020). Metaphysics Research Lab, Stanford University.
3. ↑  Shiffrin, Seana. 2000. "Paternalism, Unconscionability Doctrine, and Accommodation". Philosophy and Public Affairs 29(3): 205–250.
4. ↑  Life in the Shadow of the Slave Market. Soul by Soul. Harvard University Press. 30 червня 2009. с. 189—213.
5. ↑  Патернализм в политике. — Политология. Словарь. / М: РГУ, 2010. Архів оригіналу за 3 лютого 2014. Процитовано 24 квітня 2014.